# فیلولو
فیلولو (به انگلیسی: Failolo) یک منطقهٔ مسکونی در ایالات متحده آمریکا است که در ساموآی آمریکا واقع شده‌است. فیلولو ۰٫۶ کیلومتر مربع مساحت و ۱۲۸ نفر جمعیت دارد.